# Ray Pointer
Pour les articles homonymes, voir Pointer.
Ray Pointer, né le 10 octobre 1936 à Cramlington et mort le 26 janvier 2016 à Blackpool, est un footballeur international anglais qui évolue au poste d'attaquant.

## Biographie
Avec le Burnley FC, Ray Pointer remporte le championnat d'Angleterre en 1960, et atteint la finale de la Coupe d'Angleterre 1962.
Il dispute 409 matchs au sein des championnats anglais, inscrivant 178 buts. Il réalise sa meilleure performance lors de la saison 1958-1959, où il inscrit 27 buts en première division avec Burnley.
Il joue également quatre matchs en Coupe d'Europe des clubs champions avec Burnley.
Il compte trois sélections en équipe d'Angleterre en 1961.
Il joue son premier match en équipe nationale le 28 septembre 1961, contre le Luxembourg. Il inscrit un but lors de cette rencontre, pour une victoire 4-1 des anglais à Londres. Il joue ensuite un match contre le Pays de Galles (score : 1-1 à Cardiff). Il joue son dernier match le 25 octobre 1961, contre le Portugal, où il inscrit à nouveau un but (victoire 2-0 à Londres).

## Palmarès
- Burnley FC
  - Championnat d'Angleterre
    - Vainqueur : 1959-1960

  - Coupe d'Angleterre
    - Finaliste : 1962